# Australia en los Juegos Paralímpicos de Innsbruck 1988
Australia estuvo representada en los Juegos Paralímpicos de Innsbruck 1988 por cinco deportistas masculinos. El equipo paralímpico australiano no obtuvo ninguna medalla en estos Juegos.